# Jean-Henri Durand
Pour les articles homonymes, voir Durand (patronyme).
Jean-Henri Durand, né le 18 septembre 1900 à Domme et mort le 30 novembre 1944 à Gaggenau, est un résistant français du réseau Alliance exécuté sommairement par les Allemands pendant la Seconde Guerre mondiale.

## Biographie
Il est le fils de Pierre Durand, agriculteur, et d’Anne Cantegrel. Il est marchand de meubles à Domme,.
Lorsque la Seconde Guerre mondiale éclate, il est mobilisé, le 17 avril 1940.
Après la campagne de France, il s'engage dans la Résistance au sein du réseau Alliance dans le secteur de Bordeaux. Il porte le code « N11 ». Son magasin devient la « boite aux lettres » entre son chef de secteur et ses agents. Ses différentes adresses servent aux émissions radio vers les services de renseignements britanniques ,,.
En décembre 1943, il est arrêté. Il est interné, dans un premier temps au Fort du Hâ puis transféré à la prison de Fresnes avant de partir via Compiègne pour Buchenwald,.
Le 3 mai 1944, après étude de son dossier par le Reichskriegsgericht, il n'est pas jugé, mais classé Nacht und Nebel (NN) et remis à la disposition du Sicherheitsdienst (SD).
Le 10 septembre 1944, il est transféré au camp de Gaggenau annexe du camp de sûreté de Vorbruck-Schirmeck. Il est accompagné de huit autres membres du Réseau Alliance.
Le 30 novembre 1944, il est emmené avec les autres déportés du Réseau Alliance (Pierre Audevie, Joseph Bordes, Sigismond Damm, MIchel Gartner, Robert Gontier,  André Joriot, Martin Sabarots, André Soussotte) dans une forêt, près de Gaggenau où ils sont abattus sommairement,.
Après la guerre, grâce aux indications de l'abbé Hett qui fut leur compagnon de détention, leurs corps sont découverts dans un charnier sur le lieu de leur exécution. Le corps de Jean-Henri Durand est rapatrié en France où il est identifié à Strasbourg le 10 juillet 1945.

## Reconnaissance
Son nom figure sur  :
- Le monument aux morts de Domme[1],[4] ;
- La plaque commémorative du réseau Alliance à l’entrée de la base sous-marine de Bordeaux[1].

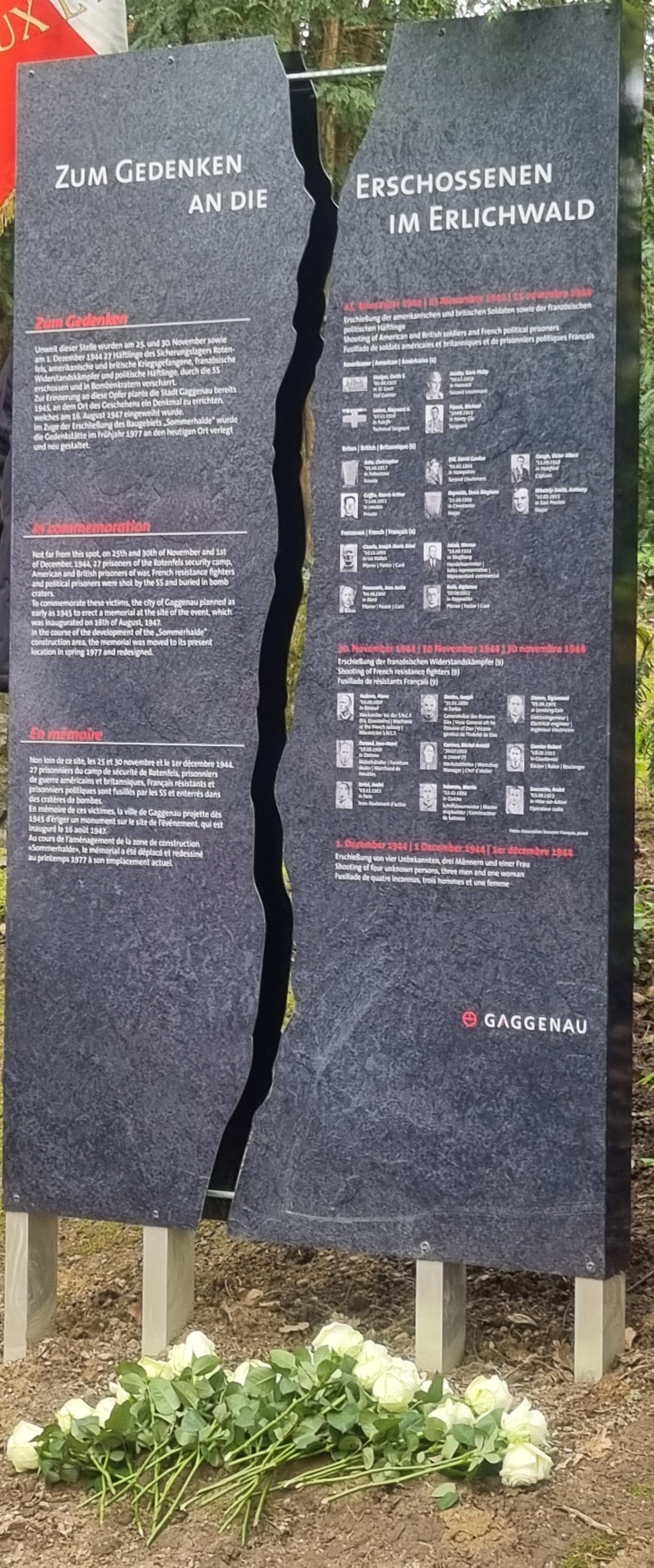
Stèle inaugurée le 30/04/2023 à Gaggenau.

À Gaggenau, son nom et sa photos figurent sur la stèle commémorative inaugurée, le 30 avril 2023, par la municipalité.

## Distinctions
Il est déclaré « Mort pour la France » et « Mort en déportation » par arrêté du 30 mars 1989,.
- Médaille de la Résistance française avec rosette par décret du 24 avril 1946[6].